# Space Dogs: L'Aventure tropicale
Pour plus de détails, voir Fiche technique et Distribution.
Space Dogs: L'Aventure tropicale (Белка и Стрелка: Карибская тайна, Belka i Strelka: Karibskaya Taïna) est un film d'animation russe réalisé par Inna Evlannikova, sorti en 2020.
Le film est le troisième de la série après Space Dogs en 2010 et Space Dogs: Adventure to the Moon en 2014. 

## Fiche technique
- Titre original : Белка и Стрелка: Карибская тайна
- Titre français : Space Dogs: L'Aventure tropicale[1]
- Réalisation : Inna Evlannikova
- Pays d'origine : Russie
- Format : Couleurs - 35 mm
- Genre : animation, aventure et science-fiction
- Durée : 80 minutes
- Date de sortie :
  - Russie : 24 septembre 2020

## Distribution

### Voix originales
- Irina Pegova : Strelka
- Ioulia Peressild : Belka

## Distinction
- 19e cérémonie des Aigles d'or : nomination pour l'Aigle d'or du meilleur film d'animation